# 皆葉英夫
皆葉英夫（1971年8月2日—），日本美術設計師，出生於日本東京，現為CyDesignation董事代表。

## 概要
前史克威尔艾尼克斯（原史克威爾）美術設計師，負責《最終幻想V》的現場製圖以及《最終幻想VI》、《最終幻想IX》的美術監督和其他遊戲的背景美術。在參與《最終幻想XII》期間於2004年10月離開史克威尔艾尼克斯。Designation成立後就任董事，在2012年Cygames母公司成立子公司CyDesignation後任職公司董事代表。並兼任坂口博信成立的霧行者工作室，擔任部份美術設計。

## 作品
- 最終幻想V（1992）-現場製圖
- 最終幻想VI（1994）-美術總監
- 超級瑪利歐RPG（1996）-美術調整
- 最終幻想戰略版（1997）-美術總監
- 寄生前夜（1998）-圖形教程
- 最終幻想IX（2000）-美術總監
- 最終幻想戰略版Advance（2003）-美術總監
- 最終幻想XII（2006）-美術總監(製作期間離職)
- 藍龍（2006）-怪物設計
- 失落的奧德賽（2007）-概念藝術
- 遠古封印之炎（2007）-角色設計
- 國王物語（2009）-角色設計
- 最終幻想XIII-2（2011）-角色設計[1]
- 碧藍幻想（2014）-角色設計[2]
- 幻影異聞錄♯FE（2015）-幻影設計[3]
- 異度神劍2（2017）-稀有異刃「天威」設計

## 外部連結
- デザイネイション　WEB （页面存档备份，存于）
- 株式会社CyDesignation （页面存档备份，存于）